# 布拉格斯拉維亞女子體育會
布拉格斯拉維亞女子體育會（SK Slavia Praha Ženy）是一家捷克的女子足球球會，位於布拉格。球隊目前在捷克頂級的捷克女子甲組足球聯賽中角逐。

## 榮譽
- 11 次 捷克女子甲組足球聯賽（英语：Czech First Division (women)）：2003, 2004, 2014, 2015, 2016, 2017, 2020, 2022, 2023, 2024, 2025
- 4 次 捷克女子盃（英语：Czech Women's Cup）：2014, 2016, 2022, 2023
- 11 次 捷克斯洛伐克女子足球錦標賽（英语：Czechoslovak women's football championships）：1970, 1971, 1972, 1974, 1975, 1979, 1983, 1987, 1988, 1992, 1993

## 外部連結
- 官方網站 （页面存档备份，存于）